# 月笼站
月籠站（：／ Wollong yeok */?）是京義·中央線沿線的一座高架車站，位於韓國京畿道坡州市月籠面葦田里，韓語副站名是「瑞永大學」（서영대학교）。

## 車站結構
雙島式月台2面4線的地面車站，站舍與月台設有地下聯絡通道連結。

### 月台配置
| ↑ 金村          |
| １２ \| ３４ \| |
| 坡州 ↓          |

| 月台 | 路線                   | 目的地                     |
| ---- | ---------------------- | -------------------------- |
| 1、2 | ●首都圈電鐵京義·中央線 | 一山、首爾、龍門、砥平方向 |
| 3、4 | ●首都圈電鐵京義·中央線 | 文山方向                   |

## 车站周边
- 瑞永大學（朝鲜语：서영대학교）
- 月笼初等学校

## 历史
- 1998年1月17日 - 落成使用。
- 2009年6月1日 - 货运列车停止停靠本站。
- 2009年7月1日 - 首都圈电铁京义线开始使用本站。

## 相鄰車站
韓國鐵道公社
●首都圈電鐵京義·中央線
緩行
坡州（K334）－月籠（K333）－金村（K331）